# Ляпунов, Иван Захарьевич
Иван Захарьевич Ляпунов — московский дворянин, голова и воевода во времена правления Михаила Фёдоровича и Алексея Михайловича
Из дворянского рода Ляпуновы. Младший сын Захара Петровича Ляпунова и племянник известного деятеля Смутного времени Прокопия Петровича. Имел старшего брата Семёна Захарьевича известного по родословным.

## Биография

### Служба Михаилу Фёдоровичу
В 1627—1629 годах рязанский городовой дворянин. В 1636—1640 годах московский дворянин.
В 1640 году второй воевода, а с сентября 1641 года первый воевода в Мценске, для охранения от прихода крымцев и нагайцев. В 1642 году воевода в Козлове, откуда писал в Москву о приходе татар. В ответ на сообщение Государь повелел сделать перепись и начертить планы крепостей.

#### Служба Алексею Михайловичу
В 1645—1646 годах в «полевых городах» рязанские дети боярские — Лихаревы и другие дворяне, отказались подчиняться второму воеводе И. З. Ляпунову, при первом воеводе Василии Борисовиче Шереметьеве. Лихаревы дело выиграли и рязанцам было разрешено быть только с Шереметевым, а Ляпунову быть велено с детьми боярскими «меньших статей».
В феврале 1646 года второй воевода Сторожевого полка в Ельце, а с июня второй воевода того же полка в Карпове. В сентябре 1647 года второй воевода Сторожевого полка в Осколе, для охранения от прихода крымских татар, откуда в декабре этого же года вызван со службы в Москву.
В 1649 году послан по «крымским вестям» вторым воеводою в Путивль, в связи с походом войск крымского хана Исляма III Герай против Речи Посполитой.
В октябре 1650 года по росписи велено ему идти в Севск к боярину и князю Борису Александровичу Репнину. если черкассы пойдут в Севские земли.
Участвовал в русско-польской войне 1654—1667 годов. В мае 1654 года голова второй сотни каширских дворян в Государевом полку в походе против польско-литовский войск. В июне этого же года послан головою девятой сотни Ертаульного полка из государева стана располагавшегося под деревней Федоровской со стольником П. В. Шереметьевым и князем Т. И. Щербатовым для взятия Дорогобужа. После взятия города отправлен головою пятнадцатой сотни под Красное, вместе со стольником и князем Я. Н. Одоевским и окольничим Б. М. Хитрово. В мае 1655 года голова второй сотни каширских дворян в Государевом полку в походе из Смоленска против поляков, а в июне указано ему быть со своей сотней в Ертаульном полку.
Владел вотчинами в Окологородном и Перевицком станах Рязанского уезда.

## Семья
От брака с неизвестной имел детей:
- Ляпунов Лукьян Иванович — стольник и воевода.
- Ляпунов Иван Иванович Большой — стольник, в сентябре 1652 года на крестины царевны Марфы Алексеевны смотрел вторым в кривой государев стол в Столовой палате. В феврале 1662 года четвёртый голова сотни жильцов. В декабре 1674 года, вновь голова сотни жильцов. Участвовал во встрече за Земляным городом шведских послов.
- Ляпунов Иван Иванович Меньшой — стольник в 1703 году, показан на службе в Новом Осколе.